# 斯洛瓦季奇
50°58′36″N 25°26′21″E / 50.97667°N 25.43917°E
斯洛瓦季奇（烏克蘭語：Словатичі），是烏克蘭的村落，位於該國西部沃倫州，由盧茨克區負責管轄，始建於1896年，面積1.73平方公里，海拔高度183米，2001年人口378，人口密度每平方公里219.13人。